# Lixin Ri
Lixin Ri (také Lixin Peak, Kellas Rock Peak nebo Peak 7071) je hora vysoká 7 078 m n. m. (7 113 m dle jiných zdrojů) nacházející se v pohoří Himálaj v Tibetské autonomní oblasti Čínské lidové republiky.

## Charakteristika
Lixin Ri se nachází 13,7 km severně od Mount Everestu. Druhý vrchol Lixin Ri II (6 869 m) se nachází 1,44 km dále na východ. Hora Kharta Čangri (7 093 m) vystupuje na východ ve vzdálenosti 5,88 km.

## Prvovýstupy
Hora byla poprvé vylezena v roce 1921 nebo 1922. Hora byla poté pojmenována na Kellas Rock Peak na počest horolezce Alexandra Mitchella Kellase. Druhý výstup provedli Eric Shipton, Edmund Wigram a Bill Tilman v rámci britské průzkumné expedice z roku 1935.